# Récits de Sébastopol
Les Récits de Sébastopol  (en russe : Севастопольские рассказы, Sevastopolskie rasskazy) (1855-1856) est un recueil de trois nouvelles écrites par Léon Tolstoï pour raconter ses expériences lors du siège de Sébastopol (1854) pendant la guerre de Crimée. Elles s'intitulent :
- Sébastopol en décembre
- Sébastopol en mai
- Sébastopol en août 1855.

Le nom vient de Sébastopol, une ville de Crimée.
Ces récits autobiographiques de Tolstoï, en tant que reportage sur la guerre et réflexion sur ses horreurs, préfigurent Guerre et Paix.